# Тыргу-Муреш
Ты́ргу-Му́реш (рум. Târgu Mureș, нем. Neumarkt am Mieresch, венг. Marosvásárhely, Марошвашархей) — город в Румынии, в регионе Трансильвания, административный центр жудеца Муреш.

## Этимология
Названия города на румынском, венгерском и немецком языках переводятся как «рынок на реке Муреш».

## Население
Население — 127,8 тыс. жителей (2011).
Длительное время большинство населения составляли венгры, сейчас венгров и румын в городе приблизительно поровну. В 1952—1968 город был столицей Венгерской (Муреш-Венгерской) автономной области.

## История
Город расположен на месте древнего скифского городища. Впервые упоминается в папском реестре под названием Novum Forum Siculorum в 1332 году и как Sekulvasarhel (Székelyvásárhely) в 1349 году.
Как и многие другие города Трансильвании, он долгое время являлся оборонительным пунктом. Первая церковь, которая стояла на месте сегодняшней крепостной церкви, была разрушена в ходе нашествия монголов. Затем она была перестроена францисканцами в готическом стиле между 1260 и 1446 годами (строилась почти 200 лет).
В 1405 году король Венгрии Сигизмунд Люксембургский дал право городу устраивать ярмарки. В 1470 году король Матиаш Корвин объявил город Марош-Вашархельи (Marosvásárhely) королевской резиденцией. Позднее, в 1492 году, городской воевода Иштван Баторий (Батори) основал здесь крепость и монастырь.
В Марош-Вашархельи несколько раз собирался Трансильванский Сейм. Сейм 1571 года провозгласил свободу вероисповедания для кальвинистов, католиков, униатов и лютеран княжества Трансильвания. В 1595 году граждане Марош-Вашархельи поддержали валашского воеводу и господаря Михая Храброго в его турецком походе. В 1601—1602 годах город был разрушен австрийскими наемниками генерала Басты, искоренявшего трансильванских протестантов. 29 апреля 1616 года Габор Бетлен, ставший в 1613 году князем Трансильвании и «взявший старт» на Венгерскую корону, предоставил Марош-Вашархельи статус вольного королевского города.
В 1791 году венгерский энциклопедист Дьёрдь Аранка основал в Марош-Вашархельи Общество Лингвистики (было закрыто в 1810 году). В 1799 году венгерский канцлер Самуэль Телеки-старшего (1739—1822) основал в Марош-Вашархельи Публичную библиотеку (долгое время носившую имя Телеки и ныне насчитывающую 200 000 томов).
В 1849 году в городе Марош-Вашархельи останавливался, по пути в Сигишоару, венгерский поэт сербо-словацкого происхождения Шандор Петёфи. Дом Гёрёга, в котором переночевал Петёфи, сохранился до наших дней. С городом Марош-Вашархельи (Тыргу-Мурешем) связаны также имена польского генерала Юзефа Бема (его штаб-квартира располагалась в Доме Телеки, сохранившемся до наших дней); видных румынских деятелей: революционера Аврама Янку, лингвистов Петру Майора и Папиу-Илариана, поэта Михая Эминеску, а также выдающегося геометра Яноша Бойяи и известного математика Фаркаша Бойяи.
В 1952 году Тыргу-Муреш стал столицей Муреш-Венгерской автономной области (МВАО). По мнению ряда политологов XX века, Тыргу-Муреш (Марош-Вашархельи) de facto можно назвать «последней столицей Трансильвании».
В 1956 году «Секуритате» провела в Тыргу-Муреше (и в других городах и сёлах Трансильвании) массовые аресты лиц, замеченных в сочувствии Венгерской национальной революции. Они были осуждены на различные сроки заключения, некоторые умерли в тюрьме, другие были расстреляны при попытке побега.
В 1959 году Тыргу-Муреш посетил Георге Георгиу-Деж. В 1962 году бухарестское издательство «Меридианы» выпустило в свет брошюру этнического венгра Дьёрдя Ковача, «Тыргу-Муреш» (на нескольких языках, в том числе на русском), снабжённую большим количеством чёрно-белых фотоснимков и ставшую своеобразным памятником уничтоженной в 1968 году «гением Карпат» Николае Чаушеску Венгерской автономии в Румынии. В брошюре зафиксирован наглядный пример практиковавшегося в Венгерской АО официального двуязычия (при непременном, конечно же, старшинстве румынского языка): на главной гостинице Тыргу-Муреша красуется вывеска «hotel TRANSILVANIA szallo».
В марте 1990 года в Тыргу-Муреше происходили вооружённые стычки венгерских националистов и румынских сторонников Георге Фунара. Итог: 5 убитых, 278 раненых. В 1992 году официальное двуязычие в Тыргу-Муреше было восстановлено. С национально-территориальной автономией дело, однако, обстоит сложнее… В 2009 году венгерские активисты выдвинули идею создания политико-административного тела, именуемого: Секейский край. Который территориально на 70-80 % совпадает с МВАО, юридически же получает двойную преемственность:
- Ближайшую — от МВАО.
- Легитимно-трансильванскую — от средневековой «Земли Секеев»[6].

12 марта 2010 года в городе Сфынту-Георге состоялся II съезд мэров и советников Секейского края. Главным решением съезда стало придание венгерскому языку официального статуса на региональном уровне. Центральные органы власти Румынии не признали законности решений I и II съездов. 20 мая 2011 г. Демократический союз венгров Румынии (ДСВР) создал в Тыргу-Муреше Административный совет Секейского края, состоящий из представителей ДСВР в администрации уездов Муреш, Харгита и Ковасна…
15 марта 2014 года Валентин Бретфелеану, начальник полиции Тыргу-Муреша, приказал разогнать состоявшуюся в этот день мирную демонстрацию за Секейский край. ДСВР заявил свой протест. Ведущие политические партии Южного Тироля и Страны Басков заявили о своей солидарности с патриотами Секейского края.

## Достопримечательности
- Вознесенский собор — самый большой храм города.
- Благовещенская церковь — православный (ранее грекокатолический) храм, построенный по образцу Собора Святого Петра в Риме.
- Церковь Архангела Михаила — деревянная церковь, старейший православный храм в городе.

## Города-побратимы
Тыргу-Муреш является городом-побратимом следующих городов:
- Ильменау, Германия
- Байя, Венгрия
- Кечкемет, Венгрия
- Сегед, Венгрия
- Убуда, Венгрия
- Залаэгерсег, Венгрия
- Гюзельчамлы, Турция
- Борнмут, Великобритания
- Ист-Ренфрушир[источник не указан 3467 дней], Великобритания